# Автомобильные войска

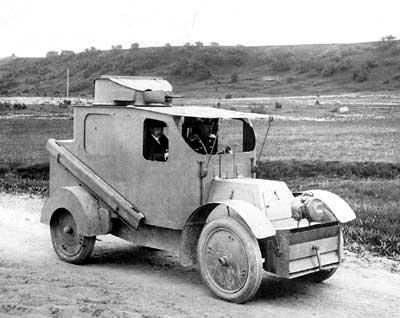
Бронеавтомобиль «Накашидзе-Шаррон». Россия, 1906 год.

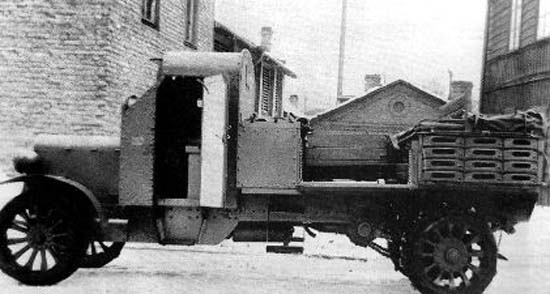
Броневой транспортёр боевых припасов, броневой автомобиль-«зарядный ящик», «Руссо-Балт тип М»

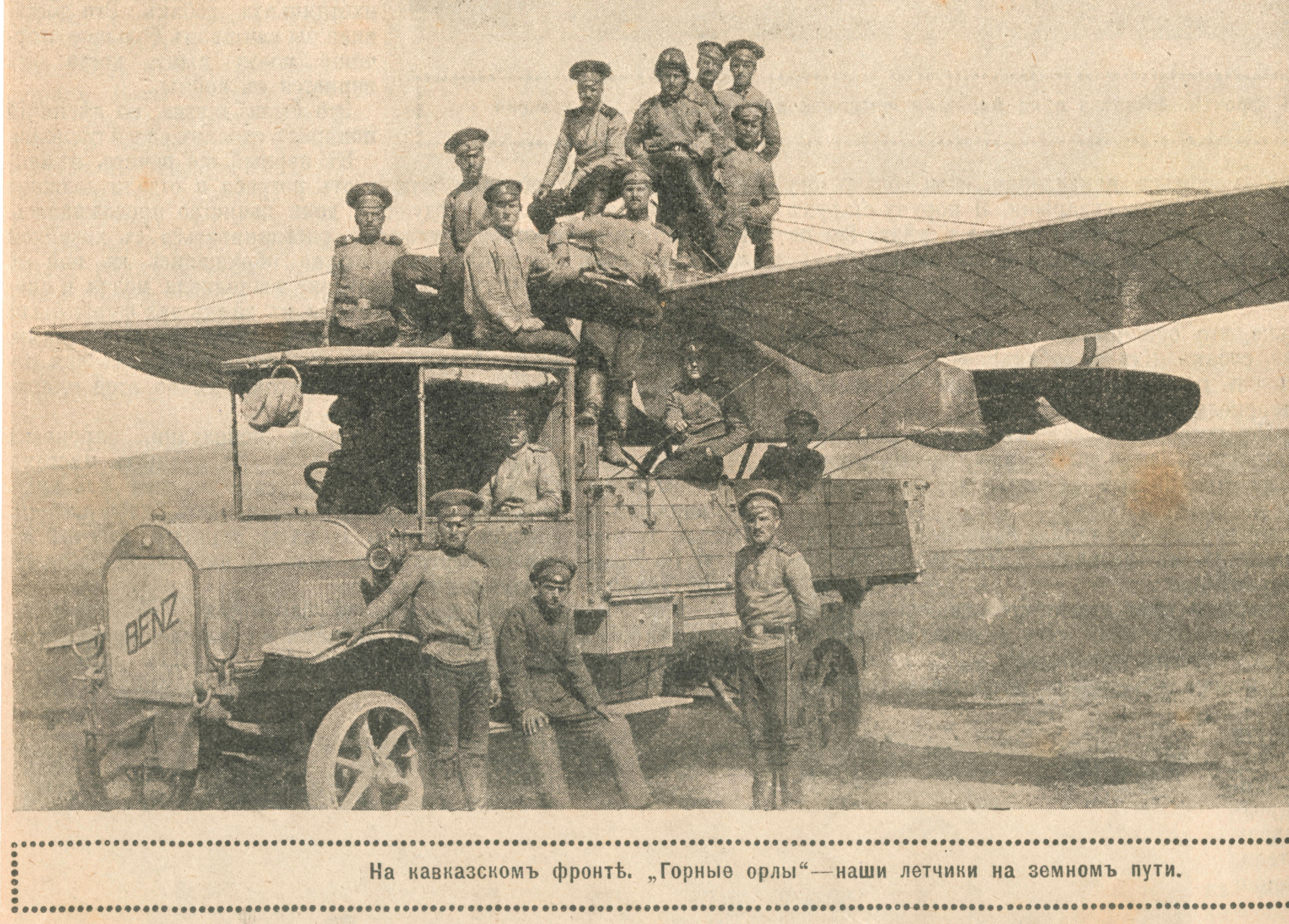
«Крылатый Бенц» автовойск. Русский аэроплан в кузове грузовика на Кавказском фронте первой мировой, 1916 год.

Боевая машина «фиат» РККА.

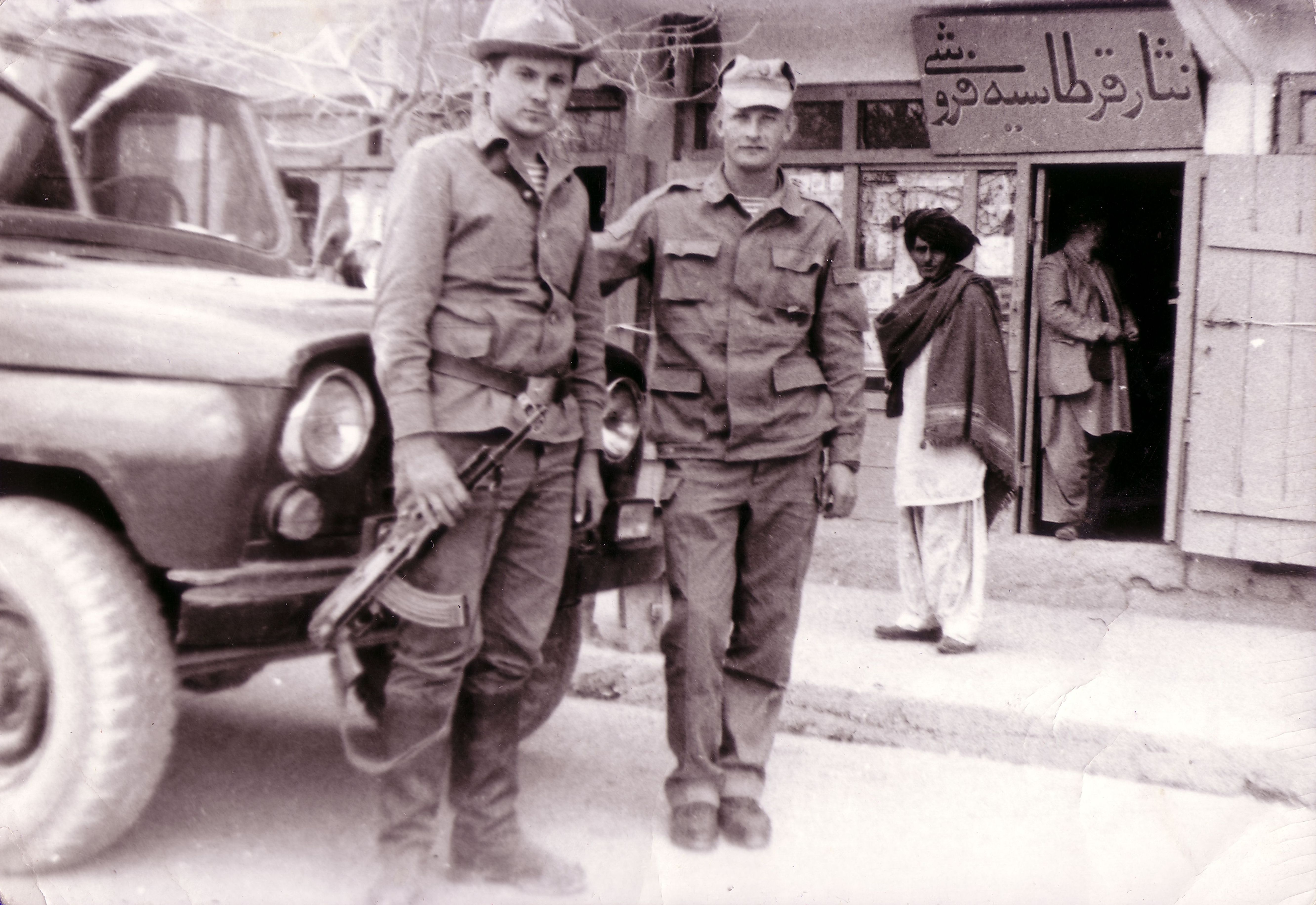
Военнослужащие, 56-й отдельной десантно-штурмовой бригады (56 одшбр), 40-й армии, отдельного контингента советских войск в Афганистане (ОКСВА). Город Гардез, 1987 год.

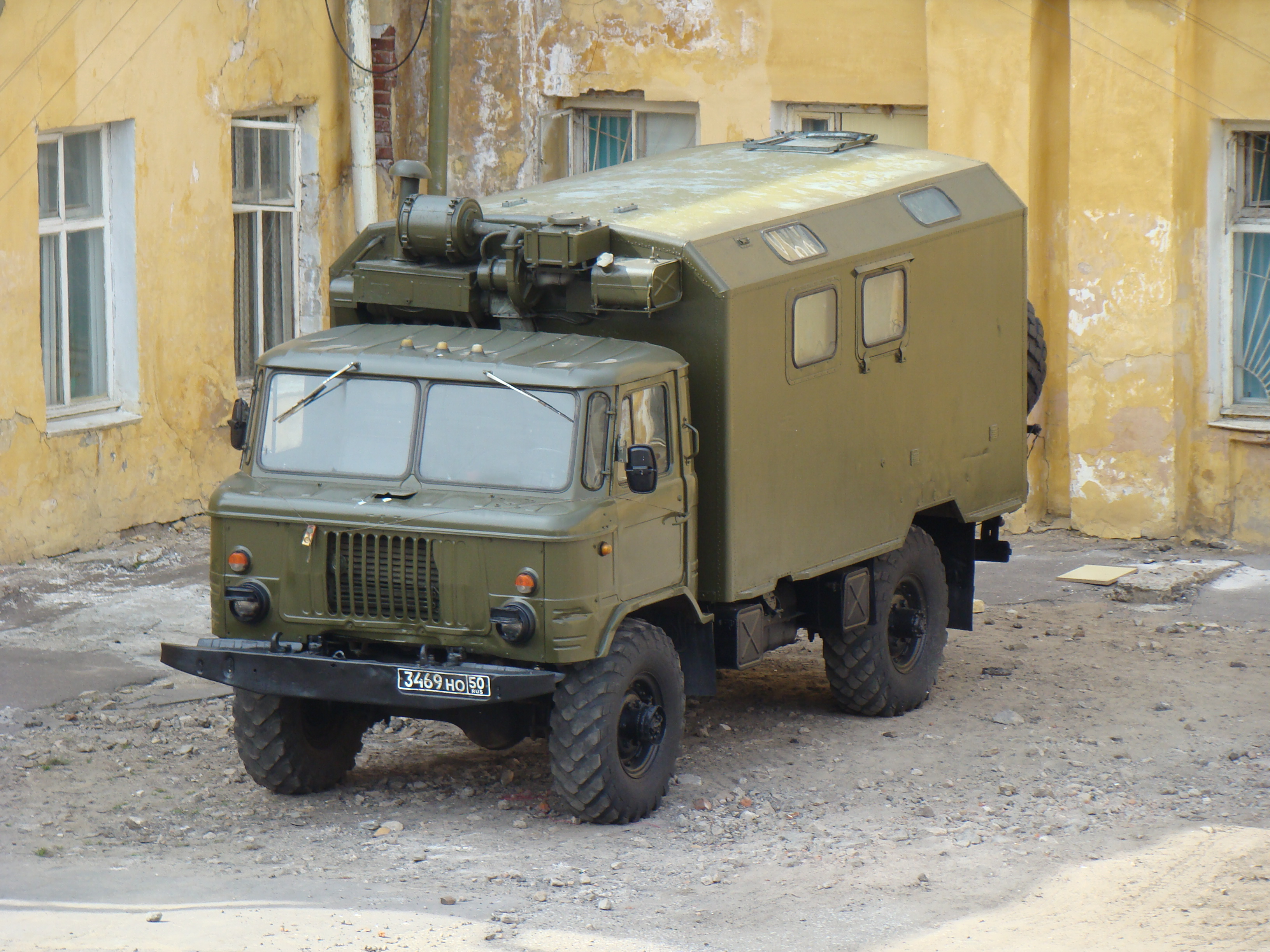
Армейский ГАЗ-66.

Автомобильные войска — специальные войска в вооружённых силах (ВС) многих государств, предназначенные для перевозки личного состава, подвоза боеприпасов, горючего, продовольствия и других материальных средств, необходимых для ведения военных (боевых) действий, а также для эвакуации раненых, больных, вооружения и военной техники.
Кроме того, автомобильные войска могут перевозить войска (силы), не имеющие своего автотранспорта. Состоят из органов военного управления, автомобильных (автотранспортных) подразделений, частей и соединений, организационно входящих в состав общевойсковых частей и соединений, а также частей и соединений родов войск видов ВС, отдельных родов войск, спецвойск или же составляют отдельные автомобильные части. В некоторых вооружённых силах называются транспортными или моторизованными войсками.

## История автомобильных войск
Есть ли что-либо невозможное, например, в том, что автомобили не только вполне заменят повозки в обозах, но проберутся даже в полевую артиллерию; вместо полевых орудий с конскою упряжью войдут в состязание на поле сражения подвижные бронированные батареи, и битва сухопутная уподобится битве морской.— Д. Милютин
Зародились перед и получили опыт боевого применения в годы 1-й мировой войны (1914—1918 годах). Перед началом 2-й мировой войны в ряде государств была представлена главным образом подразделениями в инженерных войсках.

## Автомобильные войска ВСРоссии

### Российская империя

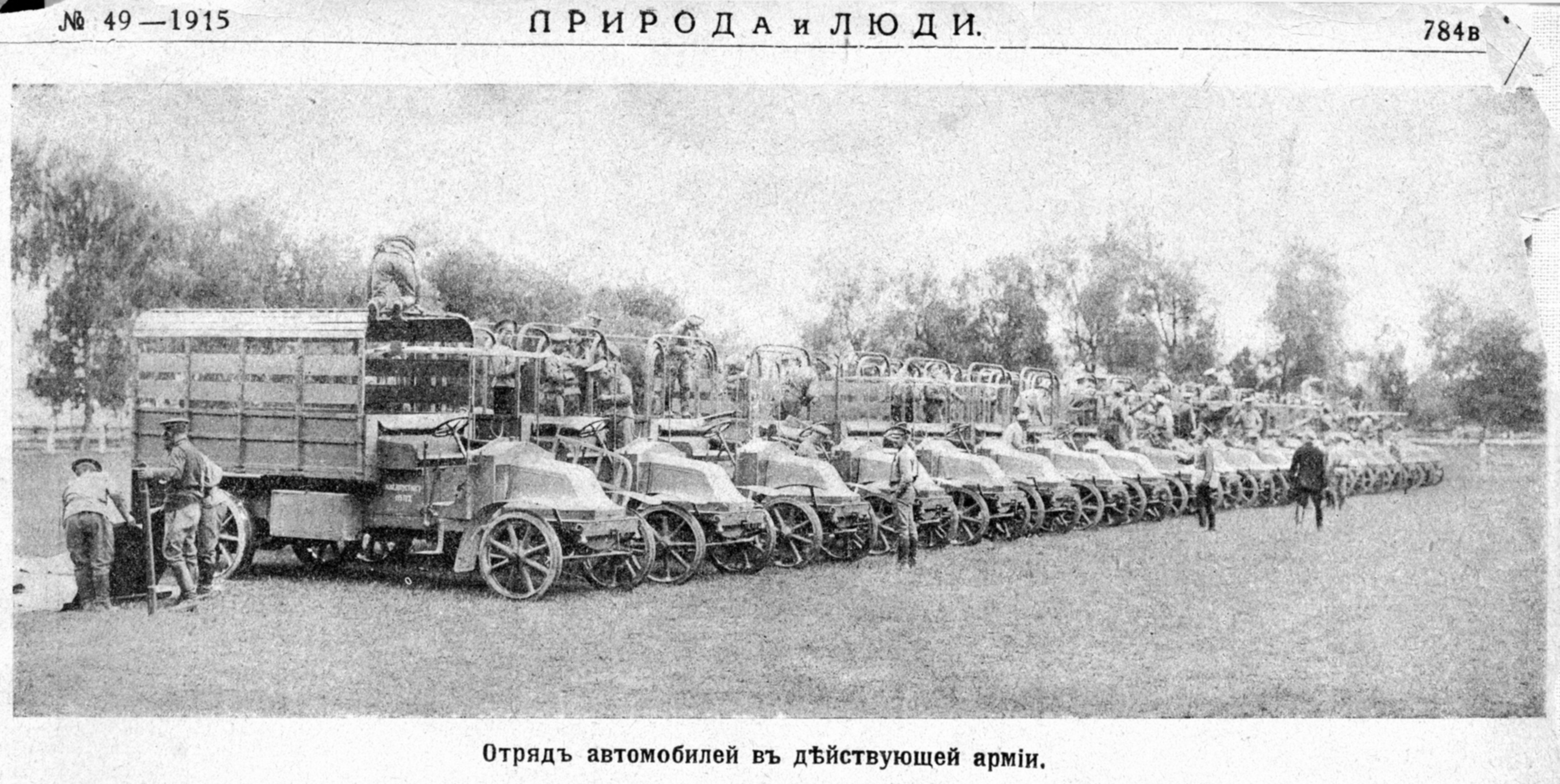
Отряд автомобилей Русской армии, 1915 год.

В конце XIX века в России появились вооружённые силы. В 1896-м начали поступать первые отечественные автомобили. В 1897-м на манёврах в Белостоке их испытали. А в 1906-м в инженерных войсках появились первые автомобильные команды по 10 – 15 машин. Это был прообраз автомобильных войск.
В мае 1910-го на III Международной автомобильной выставке, в Санкт-Петербурге, Главное инженерное управление армии испытало 16 грузовиков и два трактора с прицепами. В том же году в Санкт-Петербурге создали первую учебную военную автомобильную роту. Там учили специалистов для автомобильных частей гвардии, армии и флота. Это место быстро стало центром автотехнического обеспечения войск России. Также был поставлен на очередь вопрос об обеспечении потребности армии в автомобилях в военное время, артиллерийское, инженерное и интендантские ведомства стали проводить опыты с грузовиками. В 1910-е годы были сформированы две автомобильные роты: одна — в Петербурге, другая — в Киеве, они были назначены для обслуживания высших штабов и высшего командного персонала. Автороты находились в ведении управления военных сообщений соответствующих военных округов Петербургского и Киевского.
Такие формирования стали образцом для создания автомобильной службы и системы автотехнического обеспечения Вооружённых сил России.
В Первую мировую войну у Русской армии было пять отдельных автомобильных рот и шесть команд. Автомобильные подразделения возили грузы и солдат. К концу 1917 года в армии было 146 автомобильных формирований с общим парком около 10 000 машин разной грузоподъёмности.

#### Формирования
Некоторые формирования АВ ВС РИ:
- 1-я автомобильная пулемётная рота
- и другие.

### Советский период
В составе Тыла Вооружённых Сил СССР. В Советских ВС появились в период Гражданской войны. К моменту образованном Союза ССР, на 1 сентября 1923 года, в составе инженерных войск  Красной Армии входило 39 автомобильных отрядов (автоотрядов) стрелковых дивизий, 27 автомобильных грузовых отрядов (автогрузоотрядов), а также Петроградский автотранспортный батальон (четыре отряда) и учебная автомобильная моторизованная бригада (автомотобригада). 
В автомобильных войсках РККА в период Великой Отечественной войны существовали автомобильные полки. Причиной для создания автомобильных полков послужила необходимость в крупных оперативных перевозках войск и грузов. Первые автомобильные полки появились в некоторых военных округах в 1937 году. К началу боевых действий в РККА было 19 автомобильных полков, состоявших из 4 — 6 автотранспортных батальонов по 169 автомобилей в каждом. Полк из 6 батальонов располагал 1 062 машинами и в состоянии был за один рейс перебросить стрелковую дивизию.
Автопарк Красной Армии насчитывал к началу войны 272,6 тыс. автомобилей, из них 257,8 тыс. грузовых и специальных. Большую часть парка грузовых и специальных машин РККА составляли 1,5-тонные ГАЗ-АА («полуторки»), совсем отсутствовали автомашины повышенной проходимости и автотягачи. Несмотря на потери, за первые полгода войны количество грузовиков у РККА увеличилось. Этот прирост в основном произошёл за счёт «полуторок», мобилизованных из народного хозяйства. 
В январе 1943 года было сформировано Главное автомобильное управление, в задачи которого входили организация автомобильной службы в центре и на фронтах, осуществление автомобильных перевозок войск и грузов, эвакуация и ремонт автомобилей, формирование автомобильных частей и соединений, а также создание ремонтных частей и баз.

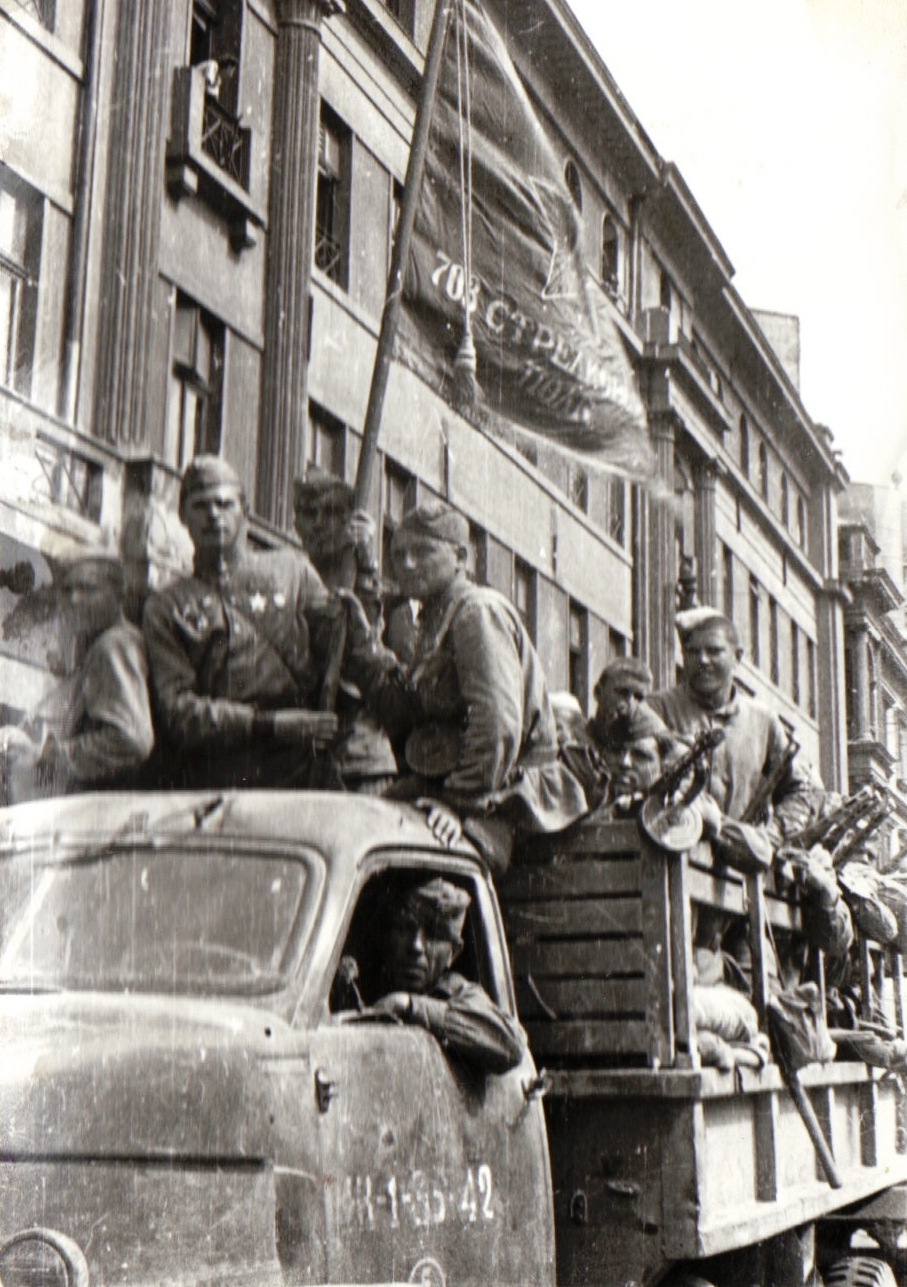
Советские солдаты на «студебекере» едут по Бухаресту, 30 августа 1944 года

Согласно отчету Главного автобронетанкового управления Красной армии, в 1941-1945 годах советские войска получили более 463 тысяч автомобилей, из которых 312 600 были получены из США по ленд-лизу. Самым любимым грузовиком в Красной Армии с 1942 года стал 2,5-тонный полноприводной Studebaker US6. Со второй половины войны увеличение числа автомобилей у Красной Армии позволяло вестие наступление боевыми группами, в которых кроме танков имелись артиллерия и минометы, а также мотопехота, перевозимые «студебекерами».

Из района [городов] Данциг и Гдыня на рубеж р. Одер перебрасывалось четыре армии. Стрелковым соединениям предстояло совершить марш на расстояние до 350 км. ...Переброска соединений и частей в новые районы организовывалась комбинированным маршем: на автотранспорте и пешим порядком. Весь конный транспорт (обозы полков и дивизий) следовали своим ходом. Артиллерия на конной тяге перебрасывалась на автотранспорте, на механической тяге — частью по железной дороге, частью своим ходом... Двум армиям было предоставлено по 700 автомашин, третьей — 500 автомашин... 
...В [70-й] 2 армии автоперевозки организовывались следующим образом. 
Полученные 700 автомашин на армию в течение двух суток перебрасывали полностью один стрелковый корпус, перевезя на автомашинах личный состав стрелковых и спецподразделений с вооружением, походные кухни, 0.5 боевого комплекта боеприпасов, 5 суточных дач продовольствия и на прицепе всю полковую и дивизионную артиллерию. Закончив перевозку этого корпуса одним рейсом, автотранспорт перебрасывал в течение двух дней двумя рейсами остальные два корпуса. 
Таким образом, первому корпусу предоставлялось 700 автомашин, остальным двум корпусам по 350 автомашин. 
В [65-й]4 армии, получившей 500 автомашин, последние использовались так: сначала перевозились два корпуса – каждый на 250 автомашинах – двумя рейсами, затем третий корпус перебрасывался одним рейсом на 500 автомашинах. 
Необходимо отметить, что в то время, когда перебрасывался один корпус, остальные соединения продолжали марш пешим порядком. Этим самым значительно выигрывалось время. В результате этого не все стрелковые сочинения совершили на автомашинах одинаковый по расстоянию марш. Например, дивизии 47-го стрелкового корпуса следовали на автотранспорте 220 км (до двух третей маршрута), дивизии 96-го и 114-го стрелковых корпусов – до 130 км (одну треть маршрута). Использование автотранспорта позволило прибыть в район сосредоточения: 47-му стрелковому корпусу на шестой день, а 96-му и 114-му стрелковым корпусам на девятый день после выступления на марш. 
...Погрузка производилась из расчета: 22-24 человека на автомашину «форд» и 30-35 человек на «студебеккер»; лошадей — 2-3 на автомашину; походных кухонь с запасом продовольствия — по одной на автомашину...
...Организованные автоперевозки обеспечили скорейшее сосредоточение трех армий, выделенных для проведения наступательной операции, на рубеже р. Одер. К 14 апреля соединения армий находились в назначенных районах сосредоточения. Автоперевозки сохранили силы личного состава и дали возможность отвести больше времени на подготовку к операции. Наличие густой сети шоссейных дорог обеспечило нормальное движение автоколонн и быстроту переброски войсковых соединений. Так, 47-й стрелковый корпус 220 км прошел за двое суток, два других корпуса за сутки совершили марш в 110 км. 
— ИЗ СВОДКИ ОБОБЩЕННОГО БОЕВОГО ОПЫТА ВОЙСК 2-го БЕЛОРУССКОГО ФРОНТА О ПЕРЕГРУППИРОВКЕ АРМИЙ ФРОНТА ИЗ РАЙОНА ГОРОДОВ ДАНЦИГ И ГДЫНЯ НА РУБЕЖ р. ОДЕР В ПЕРИОД с 4 по 15 апреля 1945 г.
За время Великой Отечественной войны за образцовое выполнение заданий командования 15 автомобильных соединений и частей получили почётные наименования, а 94 — были награждены орденами Кутузова, Александра Невского, Красного знамени и Красной звезды. За героические подвиги и самоотверженный труд более 21 000 автомобилистов награждены орденами и медалями, а одиннадцати было присвоено звание Героя Советского Союза.
В Республике Афганистан военным автомобилистам отводилась решающая роль в обеспечении ОКСВА всеми видами материальных средств. Автомобильными частями и подразделениями осуществлялась перевозка грузов не только для войск, но и мирного населения страны.

#### Знаки различия

Знак — эмблемы на петлицы родов войск и служб ВС СССР: Автомобильные части и шофера всех родов войск, введена приказом НКО СССР № 33, от 10 марта 1936 года (исправлениями и дополнениями, введенными приказами НКО СССР № 165, от 31 августа 1936 года, № 93 от 30 марта, № 121 от 12 апреля 1942 года, № 25 от 15 января и № 310 от 12 ноября 1943 года.
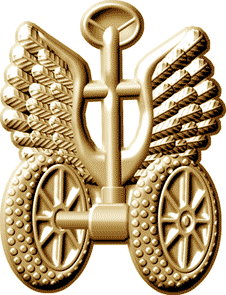
Эмблема на петлицы и погоны РККА и ВС СССР «Автомобильные части» и шофера всех родов войск
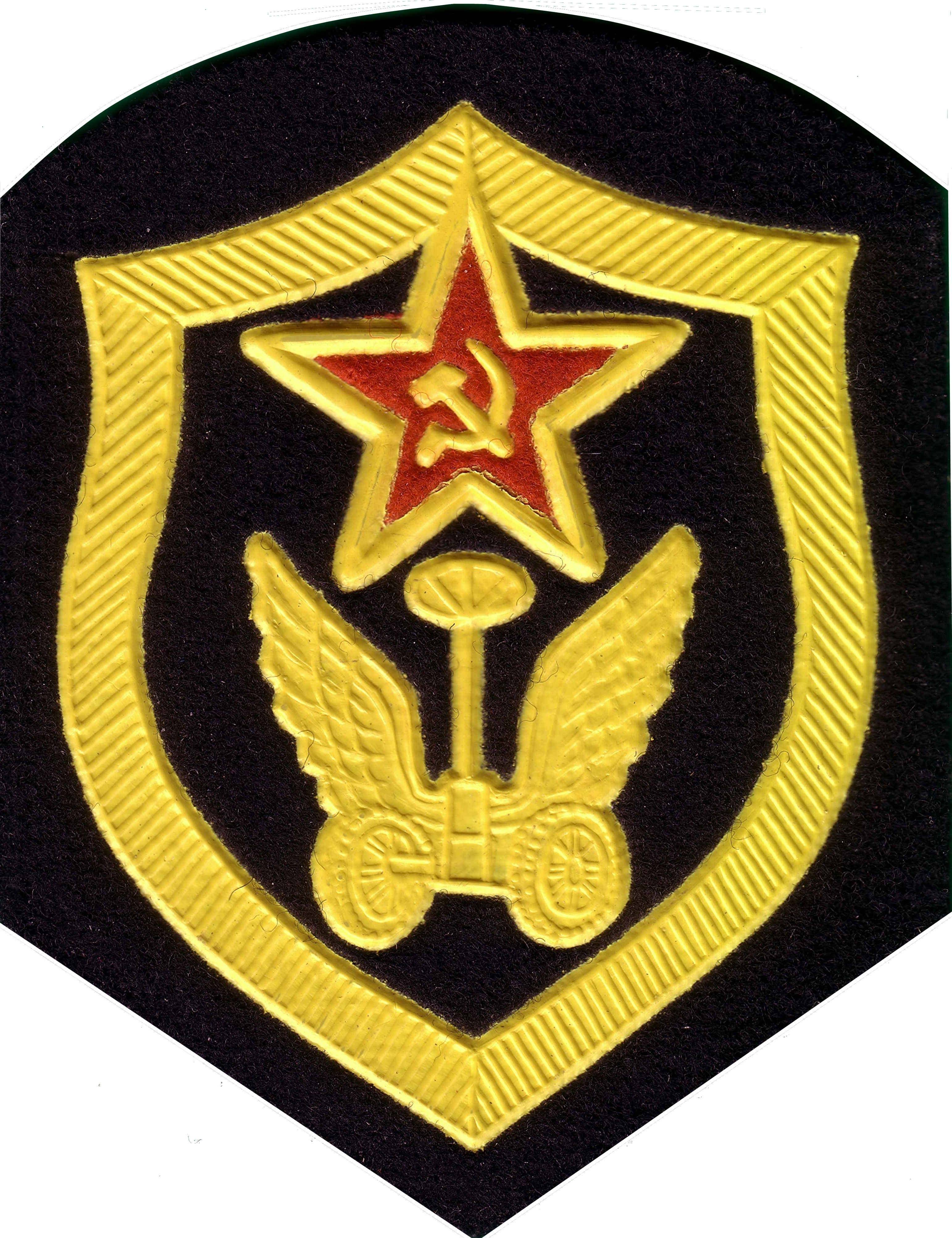
Нарукавный знак по роду войск: Автомобильные и дорожные (до 4 марта 1988 года) войска.
Большая эмблема АВ ВС России.

#### Формирования
Некоторые формирования АВ ВС СССР:
- 58-я отдельная автомобильная бригада
- отдельные автобатальоны 59 брмо
- автобаза МО СССР
- и другие.

### Российская Федерация

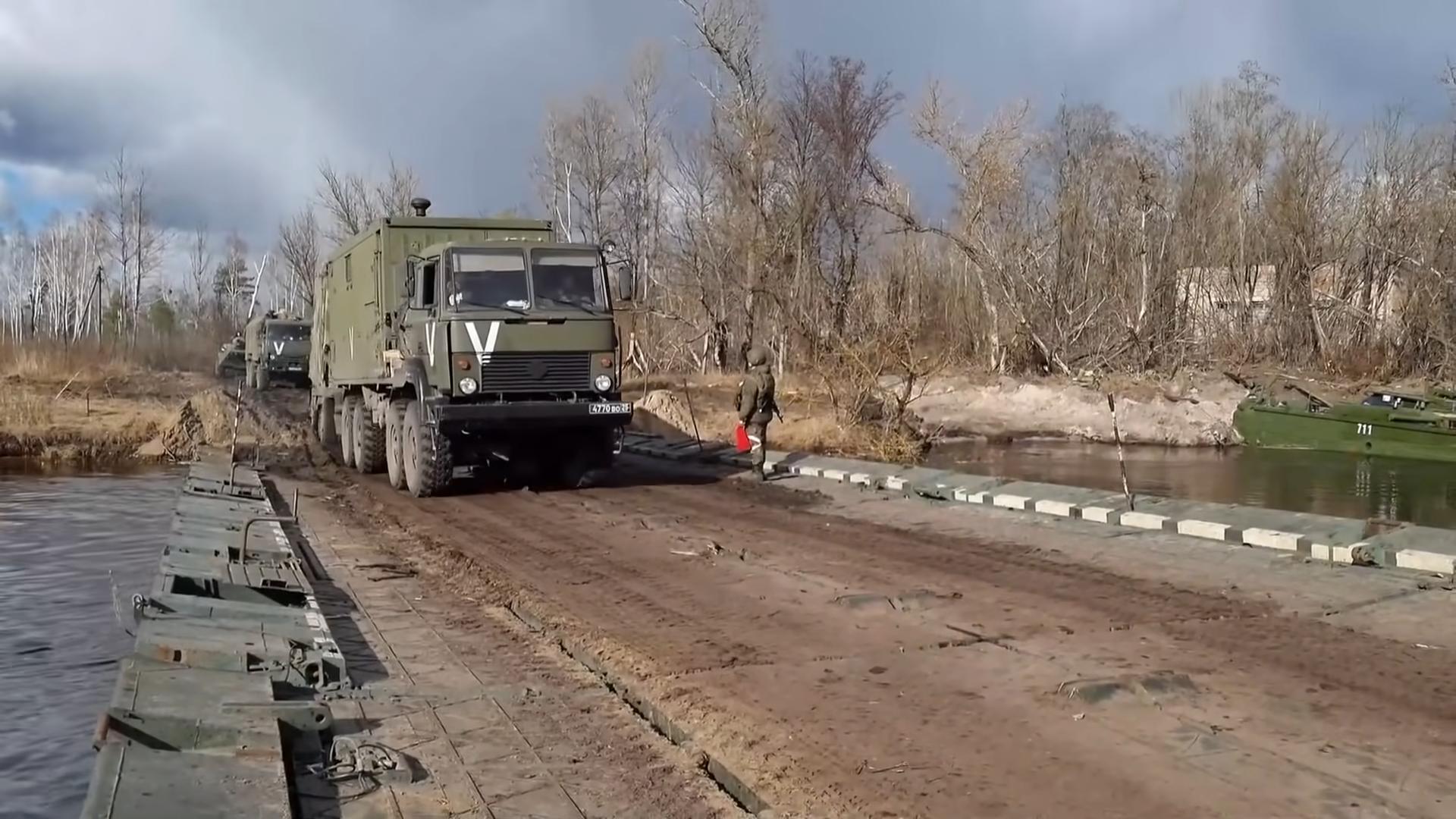
Российские военные грузовики Урал-5323 во время вторжения на Украину (Киевская область, март 2022 года)

В настоящее время автомобильные войска в своём составе имеют автомобильные бригады, отдельные автомобильные батальоны.

## Автомобильные войска (их аналоги) ВС других государств

### Республика Беларусь
11 мая 2006 года Президент Республики Беларусь Александр Лукашенко подписал Указ № 312 «О некоторых мерах по совершенствованию транспортного обеспечения Вооруженных Сил, других войск и воинских формирований Республики Беларусь». Документ принят в целях создания единой системы транспортного обеспечения Вооруженных Сил, других войск и воинских формирований Беларуси, что предусмотрено Планом строительства и развития Вооруженных Сил на 2006—2010 годы. Согласно Указу на базе существующих железнодорожных, автомобильных и дорожных войск создаются транспортные войска Беларуси, которые являются специальными войсками и предназначены для транспортного обеспечения воинских формирований Беларуси. 
Соответственно на базе Департамента железнодорожных войск и структурного подразделения Министерства обороны, ведающего вопросами военных сообщений, автомобильных и дорожных войск, создается орган военного управления транспортных войск — Департамент транспортного обеспечения Министерства обороны. В положениях, утверждённых Указом, определены задачи и организационные основы деятельности транспортных войск, задачи и функции Департамента транспортного обеспечения Министерства обороны. В частности, на транспортные войска возлагаются такие основные задачи, как техническое прикрытие, восстановление, повышение живучести и пропускной способности железных и автомобильных дорог в районах ведения боевых действий, обеспечение воинских перевозок железнодорожным, автомобильным, воздушным транспортом. Основными задачами Департамента транспортного обеспечения являются управление транспортными войсками, поддержание их в постоянной боевой и мобилизационной готовности, организация транспортного обеспечения Вооруженных Сил, других воинских формирований. Предусмотрено, что по вопросам технического прикрытия железных и автомобильных дорог данный Департамент осуществляет координацию деятельности организаций железнодорожного и автомобильного транспорта (Белорусской железной дороги и др.). Общее руководство транспортными войсками будет осуществлять Министр обороны, а непосредственное — начальник Департамента транспортного обеспечения, назначаемый на должность Президентом Республики Беларусь.

Тактический знак NATO — OTAN для обозначения автомобильных формирований на карте.

### Болгария
1 сентября 1943 года в составе болгарской армии было создано первое моторизованное соединение: автомобильный полк (болг. Общовойскови камионен полк). В сентябре 1944 года, когда правительство Болгарии объявило войну Германии, Болгарская армия имела 300 автомашин, в период с октября 1944 по июнь 1945 года автомашины в Вооружённые силы Болгарии — 1256 после мобилизации армию. В марте 1945 года СССР передал Болгарии 400 трофейных автомашин, а также 200 мотоциклов немецкого производства и 120 советского производства. Болгарская армия использовала эти транспортные средства для ведения военных действий в Югославии, Венгрии и Австрии в 1945 году. В 1946—1947 годах СССР предоставил Болгарии 799 автомашин и 360 мотоциклов. В 1955 году болгарская армия была полностью моторизована советской военной техникой.

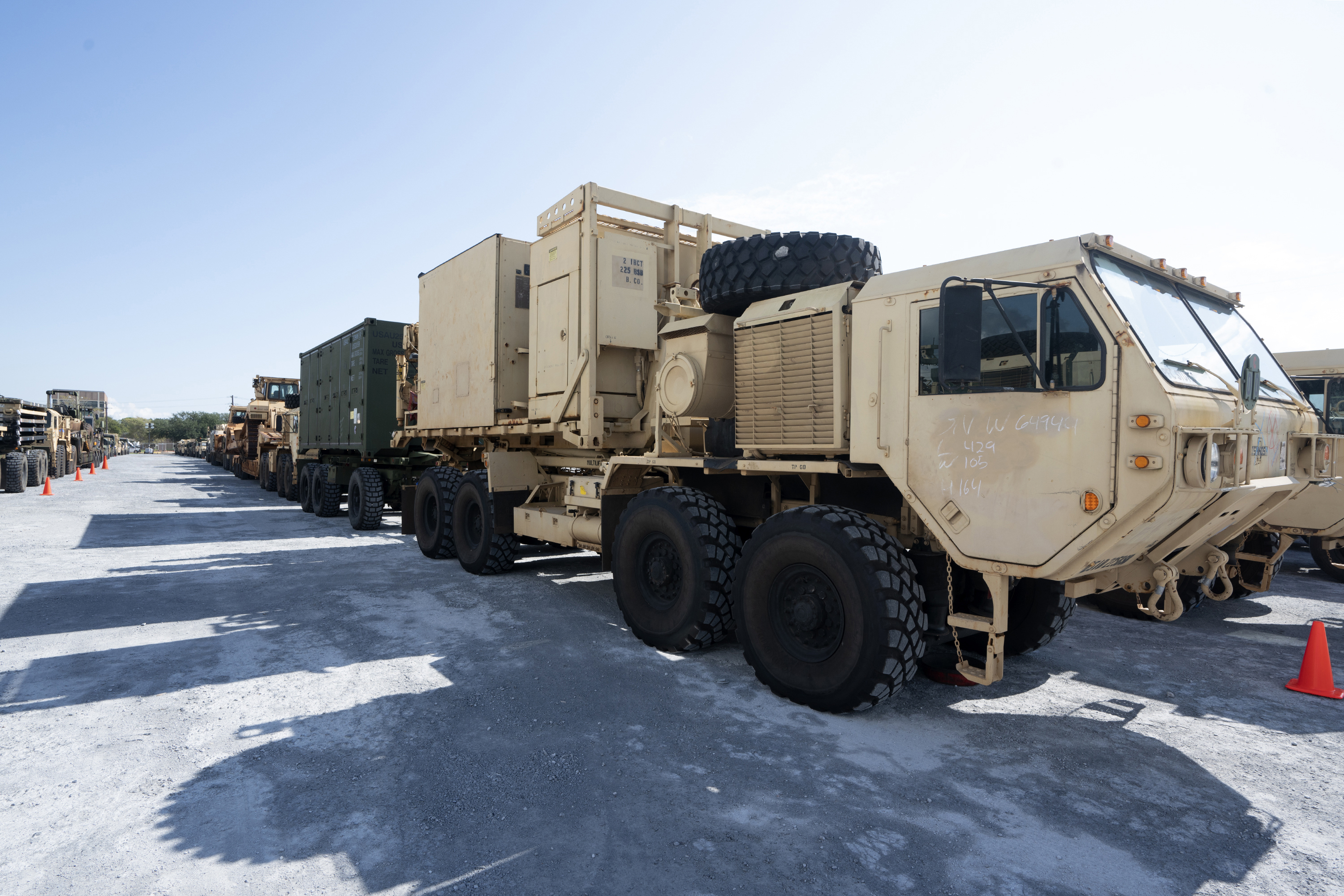
Грузовики HEMTT с грузами для 2-й бригадной группы 25-й пехотной дивизии США на учениях Joint Readiness Exercise 20, в порту города Порт-Артур (Техас), 2020 год

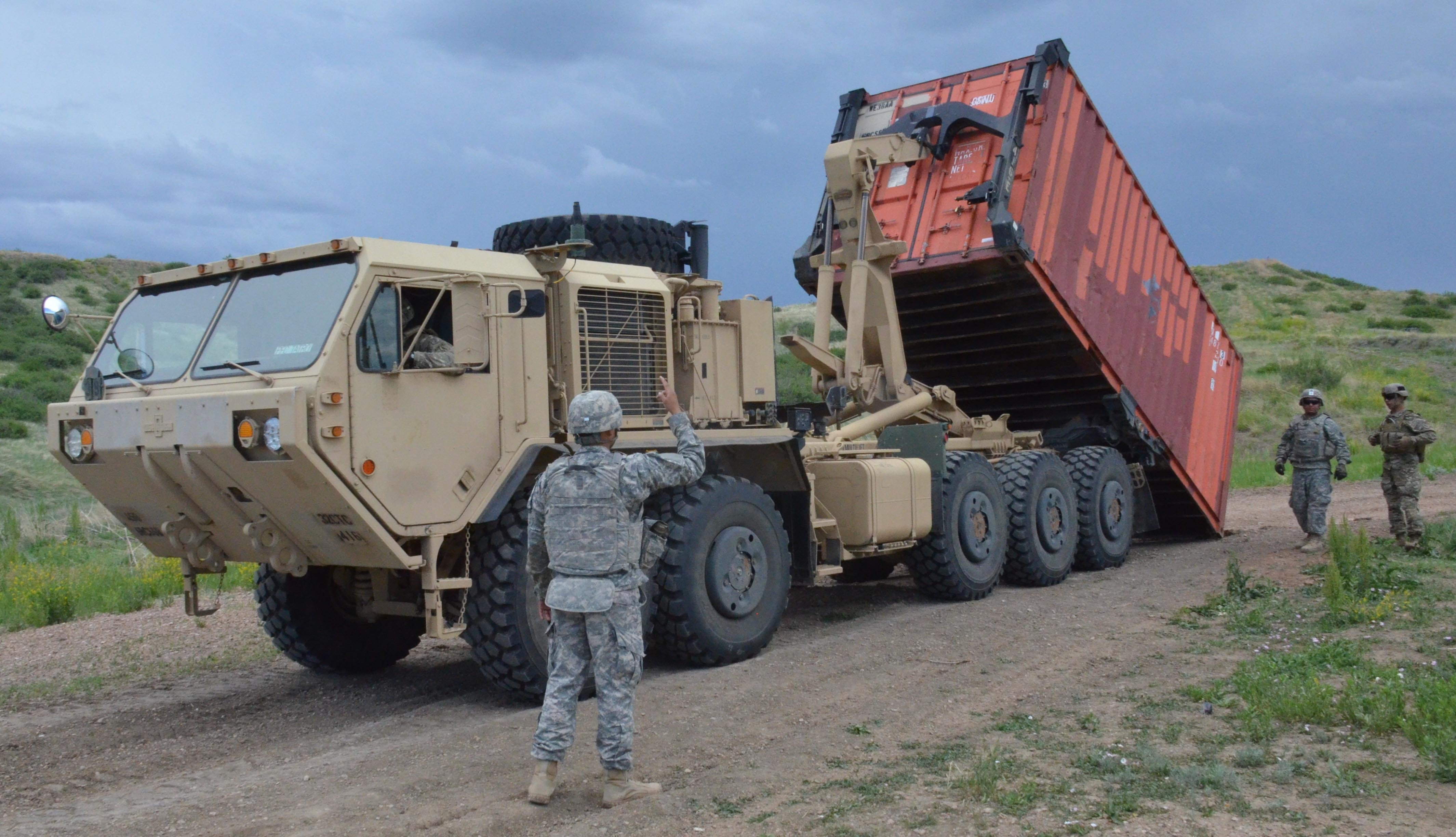
Выгрузка военнослужащими 68-го батальона материально-технического обеспечения 4-й пехотной дивизии контейнера с грузовика HEMTT с помощью системы Oshkosh PLS. 9 июня 2016.

### США
Транспортный корпус США (англ. United States Army Transportation Corps (USATC)) — составная часть вооружённых сил США, ответственен за транспортировку военнослужащих, техники и ресурсов по воздуху, суше (железнодорожным путям, автомобильным дорогам) и по воде (океаны, моря, реки).
В Армии США имеется пять транспортных бригад. 
В 2014 году американские военные при участии компании Lockheed Martin на базе «Форт-Худ» в Техасе провели первые испытания беспилотной грузовой автоколонны. Различные военные грузовики без водителей самостоятельно проехали по заранее заданному маршруту. При этом использовалась система автономного движения автомобилей компании Lockheed Martin, в состав которой входят лидары, GPS-навигация, вычислительный блок и программное обеспечение. Такая система может быть смонтирована на любом автомобиле. Американские военные полагают, что использование беспилотных грузовых автомобилей позволит существенно снизить людские потери бойцов и позволит высвободить военнослужащих для решения других задач.